# 21 août 1974
Le mercredi 21 août 1974 est le 233e jour de l'année 1974.

## Naissances
- Amy Fisher, actrice pornographique américaine
- Christophe Ségura, snowboardeur français
- Damien Ferrette, acteur français
- Darren Caskey, joueur de football britannique
- Gastón Corsaro, coureur cycliste argentin
- Hafsat Abiola, activiste nigériane
- Igor Tcherevtchenko, joueur de football russe
- Merima Denboba, athlète éthiopienne spécialiste du cross-country
- Pavel Bugalo, footballeur ouzbek
- Scott Robertson, joueur de rugby néo-zélandais
- Sergej Tarmashev, écrivain russe

## Décès
- Eduard Thurneysen (né le 10 juillet 1888), théologien protestant suisse
- Fernando Bello (né le 29 novembre 1910), joueur et entraîneur de football argentin
- Heinrich Grell (né le 3 février 1903), mathématicien allemand
- James P. Cannon (né le 11 février 1890), personnalité politique américaine
- Kirpal Singh (né le 6 février 1894), mystique indien
- Salvador Martínez Surroca (né le 8 février 1901), joueur de football espagnol

## Événements
- Création de drapeau du département d'Amazonas en Colombie
- Création de la RCI Banque